# Žemalės apylinkės
Žemalės apylinkės este o arie protejată (sit de importanță comunitară — SCI) din Lituania întinsă pe o suprafață de 1.209,03 ha, integral pe uscat.

## Localizare
Centrul sitului Žemalės apylinkės este situat la coordonatele 56°13′52″N 22°08′52″E / 56.2312°N 22.1479°E.

## Înființare
Situl Žemalės apylinkės a fost declarat sit de importanță comunitară în noiembrie 2022 pentru a proteja 1 specie de animale.

## Biodiversitate
Situată în ecoregiunea boreală, aria protejată conține 1 habitat natural: Taiga vestică.
La baza desemnării sitului se află o specie protejată de  nevertebrate: fluturele flitirar (Euphydryas maturna).
Pe lângă speciile protejate, pe teritoriul sitului au mai fost identificate 1 specie de păsări, 2 specii de nevertebrate.